# レオナルド・ゴンサウヴェス・シウヴァ
レオナルド（Leonardo）ことレオナルド・ゴンサウヴェス・シウヴァ（ポルトガル語: Leonardo Gonçalves Silva、1982年10月26日 - ）は、ブラジルのサッカー選手。ポジションはFW。

## クラブ歴
ヴィラ・ノヴァACの下部組織からクリシューマECのトップチームに移籍し選手となった。ECヴィトーリアにその後在籍した。
2006年にパラナ・クルーベに完全移籍すると、CRフラメンゴ、アヴァイFCへの期限付き移籍を経て、2010年にアヴァイに完全移籍。同年、コリチーバFCに期限付き移籍し、翌年完全移籍。2012年には広州富力足球倶楽部に期限付き移籍した後アトレチコ・ミネイロに完全移籍、12月19日にアレクサンドロとのトレードでCRヴァスコ・ダ・ガマに期限付き移籍。その後、AAポンチ・プレッタ、スポルチ・レシフェに期限付き移籍した。